# Domastoj
Domastoj – staropolskie imię męskie. Składa się z członu Doma- ("dom"; psł. *domъ oznacza "pomieszczenie, gdzie człowiek żyje ze swoją rodziną"; "wszystko, co jest w domu, rodzina, mienie, majątek", "ród, pokolenie", "strony rodzinne, kraj ojczysty") i -stoj ("stać"). Mogło mieć charakter życzący i wyrażać pragnienie, aby osoba tak nazwana była obecna we wspólnocie.